# Micrathyria laevigata
Micrathyria laevigata is een libellensoort uit de familie van de korenbouten (Libellulidae), onderorde echte libellen (Anisoptera).
De wetenschappelijke naam Micrathyria laevigata is voor het eerst geldig gepubliceerd in 1909 door Calvert.